# Betriebsstofftransporter Klasse 766
Unter der Bezeichnung Betriebsstofftransporter Klasse 766 wurden in der Bundesmarine zwei nicht baugleiche Versorgungsschiffe zusammengefasst, die zuvor als zivile Tanker für die Korrespondentreederei der Hamburger Mineralöl-Werke Ernst Jung in Fahrt gewesen waren.
1963 wurden beide Schiffe von der Bundesmarine gekauft und auf der Norderwerft für die Seeversorgung umgebaut. Traditionsgemäß wurden sie nach Mittelgebirgen (Harz und Eifel) benannt und am 27. Mai 1963 als zivil besetzte Hilfsschiffe in Dienst gestellt.
Die Schiffe nahmen an vielen Seemanövern teil und versorgten andere Kriegsschiffe, meist Zerstörer und Fregatten mit Kraftstoff.

## Schiffe

### Harz
Der Tanker wurde am 31. März 1953 auf der Norderwerft auf Kiel gelegt und am 26. November 1953 unter dem Namen Claere Jung an die Reederei Ernst Jung abgeliefert. Er war nach der Ehefrau des Firmeneigners benannt.
Das Schiff war zunächst dem damaligen Kommando der Troßschiffe unterstellt, wechselte im Januar 1967 zur Versorgungsflottille und im April 1968 zum 1. Versorgungsgeschwader in Kiel. Es wurde 1992 außer Dienst gestellt.

### Eifel
Der Tanker wurde am 5. November 1957 auf der Norderwerft auf Kiel gelegt und am 26. Juli 1958 unter dem Namen Friedrich Jung abgeliefert. Benannt wurde das Schiff nach Friedrich Jung, dem Vater des Reeders Ernst Emil Jung.
Das Schiff war zunächst dem damaligen Kommando der Troßschiffe unterstellt, wechselte im Januar 1967 zur Versorgungsflottille und im April 1968 zum 2. Versorgungsgeschwader in Wilhelmshaven.
Am 26. März 1992 wurde die Eifel außer Dienst gestellt und zunächst im Marinearsenal Wilhelmshaven aufgelegt. Die zivile Besatzung übernahm den zuvor militärisch besetzten Munitionstransporter Westerwald.
Am 17. August 1993 wurde das Schiff über die Vebeg nach Nigeria verkauft. Der Tanker fuhr danach als Abebi vor der afrikanischen Westküste.